# Pilotaflevering
Een pilotaflevering, pilot (Nederland) of pilootaflevering (België) is een proefaflevering voor bijvoorbeeld een nieuwe televisieserie. 
Een pilot duurt meestal iets langer dan een normale aflevering, soms zelfs twee keer zo lang. Als de televisieserie in dat geval wordt aangekocht door een televisienetwerk of -zender, wordt de pilot meestal opgesplitst in twee afleveringen.
In eerste instantie is een pilot bedoeld om een nieuwe televisieserie te verkopen of te kunnen gaan maken, dus om de managers van een netwerk of zender in de serie geïnteresseerd te krijgen en als dat gelukt is ook het publiek. Daarom is een pilotaflevering niet vergelijkbaar met een normale aflevering van de televisieserie. Meestal wordt er een algemeen verhaal verteld en wordt ingegaan op de achtergrond van het verhaal en de hoofdpersonen. Naar aanleiding van het commentaar van bijvoorbeeld een testpubliek kunnen daar voor de televisieserie ook nog veranderingen in worden aangebracht.

## Backdoor pilots
Een zogenaamde backdoor pilot ("achterdeurpilot") is een televisiefilm of een (meestal dubbele) aflevering van een reeds bestaande televisieserie die gebruikt wordt om te kijken hoe het publiek reageert op een nieuwe televisieserie. Recente voorbeelden van televisieseries die zo uit een reeds bestaande televisieserie ontstaan zijn, zijn NCIS, die begon als een dubbele aflevering van JAG, en CSI: NY, die begon als een aflevering van CSI: Miami, die begon als een aflevering van CSI: Crime Scene Investigation. Als zo'n serie zelfstandig verdergaat, is sprake van een spin-off.